# Ruta Nacional 258 (Argentina)

Mapa del recorrido de la vieja Ruta Nacional 258.

La Ruta Nacional 258 era el nombre que tenía la carretera de 198 km en el sudoeste de la Provincia de Río Negro y el noroeste de Chubut, República Argentina que une la antigua Ruta Nacional 237 (actual Ruta Nacional 40) en la ciudad de San Carlos de Bariloche, con la vieja traza de esta misma ruta, en las cercanías de la estación ferroviaria de Leleque. Este recorrido se encuentra marcado en verde en el mapa adjunto.
De tal manera, se ha modificado en noviembre de 2004 la nomenclatura de este recorrido pasando a integrar actualmente el ramal troncal de la Ruta Nacional 40, la cual se encuentra ahora totalmente pavimentada en el territorio de la Provincia de Río Negro, y hasta la localidad de Gobernador Costa más al sur en Chubut. Mediante posteriores cambios de traza, esta ruta se encuentra pavimentada hasta la localidad de Río Mayo, en el sur de la provincia de Chubut.

## Historia
La Ruta Nacional 258 se encontraba en el plan original de rutas nacionales del 3 de septiembre de 1935, comenzando en la ciudad rionegrina de San Carlos de Bariloche, continuando hacia el sur hasta la localidad de Los Repollos, ubicada 14 km al norte de El Bolsón. Luego continuaba hacia el sudeste a través de la Cuesta del Ternero, ingresando a la provincia de Chubut en El Maitén. El camino seguía luego en dirección este pasando por las localidades de Gastre, Gan Gan y Telsen, finalizando en la ciudad de Puerto Madryn, en la costa atlántica.
Con el cambio de numeración de rutas nacionales en 1943, el tramo entre Los Repollos y El Maitén comenzó a formar parte de la Ruta Nacional 243, mientras que el tramo al este de la última localidad cambió su denominación a Ruta Nacional 24. En cambio la ruta se extendió hacia el sur, hasta la localidad chubutense de Tecka.
En 1958 se creó la Administración de Vialidad de la Provincia del Chubut y entre esta dependencia y la Dirección Nacional de Vialidad determinaron los caminos que debían pasar a esta dependencia ya que hasta ese momento todas las rutas tenían jurisdicción nacional. Entre los caminos que pasaron a la provincia se encontraba el tramo entre Trevelin y Tecka. Este camino cambió su denominación a Ruta Provincial 17.
Mediante el Decreto Nacional 1595 del año 1979 el tramo de 128 km de esta ruta, entre el enlace con Ruta Nacional sin número (posteriormente Ruta Nacional 258) a 6 km al sur de Epuyén y la localidad de Trevelin pasó a la jurisdicción de la provincia de Chubut. En tal sentido la nomenclatura actual es Ruta provincial 71, y pasa por la localidad de Cholila y el interior del parque nacional Los Alerces. Este recorrido se encuentra marcado en violeta en el mapa adjunto.
La Ley Provincial 2.148 de Río Negro con vigencia desde el 21 de abril de 1987 convalidó el convenio entre la Dirección Nacional de Vialidad, el Gobierno de la Provincia y la Municipalidad de Bariloche para la construcción de una variante de 12 km que uniera la Ruta Nacional 237 y la Ruta Nacional 258 sin pasar por San Carlos de Bariloche. Esta obra comenzó a realizarse el 14 de octubre de 1999, paralizándose en 2002 por los problemas económicos del país. La construcción continuó en 2003.
La Ley Nacional 25.850 publicada en el Boletín Oficial el 6 de enero de 2004 designó el tramo de la ruta desde San Carlos de Bariloche a El Bolsón como Juan Marcos Herman.

## Localidades
Las ciudades y pueblos por los que pasa esta ruta de norte a sur son los siguientes (los pueblos con menos de 5.000 habitantes figuran en itálica) con la traza modificada por el decreto mencionado arriba.

### Provincia de Río Negro

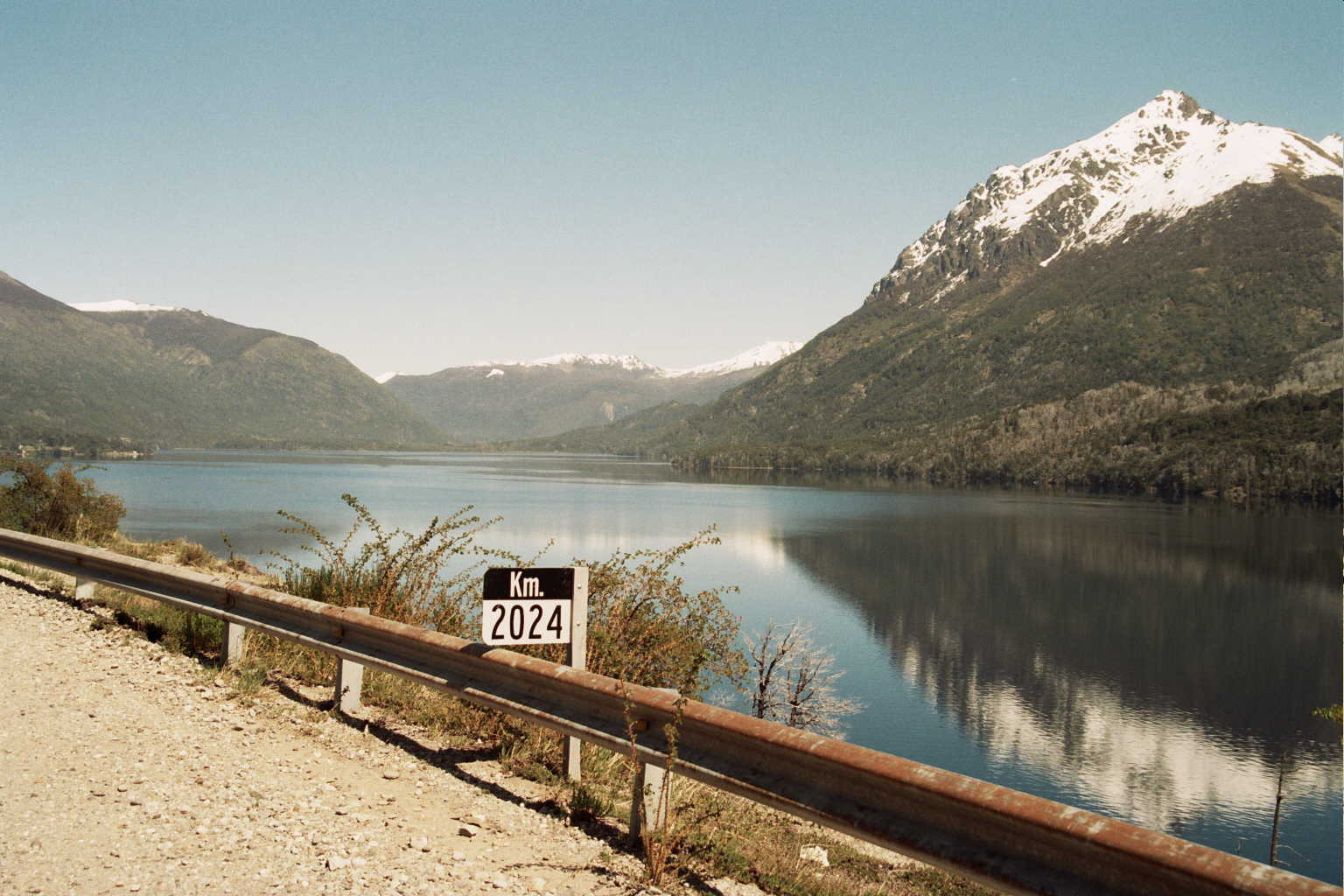
Ex-Ruta Nacional 258 (actual Ruta 40) en su paso por el Lago Gutiérrez.

Recorrido: 128 km (kilómetro 0-128)
- Departamento Bariloche: San Carlos de Bariloche (kilómetro 0), Villa Mascardi (km 38), Río Villegas (km 69), El Foyel (km 73), El Rincón (km 99), Los Repollos (km 108) y El Bolsón (km 125).

### Provincia de Chubut
Recorrido: 70 km (km 128-198)
- Departamento Cushamen: El Hoyo (km 138) y Epuyén (km 166).